# Tour of Sharjah
Il Tour of Sharjah (it. Giro di Sharjah), è una corsa a tappe maschile di ciclismo su strada che si svolge nell'Emirato di Sharja, negli Emirati Arabi Uniti. Creata nel 2012, l'anno successivo diventa a corsa professionistica entrando a far parte del calendario dell'UCI Asia Tour come prova di classe 2.2.

## Albo d'oro
Aggiornato all'edizione 2024.
| Anno      | Vincitore        | Secondo           | Terzo               |
| --------- | ---------------- | ----------------- | ------------------- |
| 2012      | Yousif Mirza     |                   |                     |
| 2013      | Roman Van Uden   | Youcef Reguigui   | Mohammed Al Murawwi |
| 2014      | Yousif Mirza     | Soufiane Haddi    | Francisco Mancebo   |
| 2015      | Soufiane Haddi   | Andrea Palini     | Francisco Mancebo   |
| 2016      | Adil Jelloul     | Francisco Mancebo | Stanislau Bazhkou   |
| 2017      | non disputato    | non disputato     | non disputato       |
| 2018      | Javier Moreno    | Thomas Lebas      | Nikolay Mihaylov    |
| 2019-2021 | non disputato    | non disputato     | non disputato       |
| 2022      | Grega Bole       | Eusebio Pascual   | Cyrus Monk          |
| 2023      | Adne van Engelen | Ariya Phounsavath | Rudolf Remkhi       |
| 2024      | Gal Glivar       | Miguel Heidemann  | Anatolij Budjak     |